# Florian Jessenitschnig
Florian Jessenitschnig (* 11. Oktober 2002) ist ein österreichischer Fußballspieler.

## Karriere
Jessenitschnig begann seine Karriere beim Grazer AK, bei dem er sämtliche Jugendabteilungen durchlief. Im Juni 2019 debütierte er für die Zweitmannschaft der Grazer in der siebtklassigen Gebietsliga. Mit dieser stieg er zu Saisonende in die sechstklassige Unterliga auf.
Im Juni 2020 stand er gegen den FC Wacker Innsbruck erstmals im Kader der ersten Mannschaft des GAK. Sein Debüt für diese in der 2. Liga gab er im selben Monat, als er am 24. Spieltag der Saison 2019/20 gegen den SK Austria Klagenfurt in der 62. Minute für Paul Kiedl eingewechselt wurde.
Im Juli 2020 erhielt er einen bis Juni 2023 laufenden Profivertrag beim GAK. Zur Saison 2022/23 wechselte er leihweise zum viertklassigen SC Fürstenfeld.

## Persönliches
Sein Vater Tino (* 1965) war ebenfalls Fußballspieler.